# Toronto Indoor 1977 - Doppio
Il doppio del torneo di tennis Toronto Indoor 1977, facente parte della categoria World Championship Tennis, ha avuto come vincitori Wojciech Fibak e Tom Okker che hanno battuto in finale Ross Case e Tony Roche con il punteggio di 6–4, 6–1.

## Teste di serie
1. Wojciech Fibak /  Tom Okker (Campioni)

1. Ross Case /  Tony Roche (finale)

## Tabellone

### Legenda
| - Q = Qualificato - WC = Wild card - LL = Lucky loser | - ALT = Alternate - SE = Special Exempt - PR = Protected Ranking | - w/o = Walkover - r = Ritirato - d = Squalificato |

|  | Quarti di finale             | Quarti di finale              | Quarti di finale              | Quarti di finale | Quarti di finale |  |  | Semifinali                   | Semifinali                   | Semifinali           | Semifinali           | Semifinali           |   |   | Finale                   | Finale                   | Finale                   | Finale | Finale |  |
|  |                              |                               |                               |                  |                  |  |  |                              |                              |                      |                      |                      |   |   |                          |                          |                          |        |        |  |
|  | 1                            | Wojciech Fibak Tom Okker      | Wojciech Fibak Tom Okker      | 6                | 6                |  |  |                              |                              |                      |                      |                      |   |   |                          |                          |                          |        |        |  |
|  |                              | Keith Carpenter Dale Power    | Keith Carpenter Dale Power    | 2                | 0                |  |  | Wojciech Fibak Tom Okker     | Wojciech Fibak Tom Okker     | 3                    | 7                    | 7                    |   |   |                          |                          |                          |        |        |  |
|  | Vijay Amritraj Dick Stockton | Vijay Amritraj Dick Stockton  | Vijay Amritraj Dick Stockton  | 7                | 6                |  |  | Vijay Amritraj Dick Stockton | Vijay Amritraj Dick Stockton | 6                    | 6                    | 6                    |   |   |                          |                          |                          |        |        |  |
|  | Rod Laver Ken Rosewall       | Rod Laver Ken Rosewall        | Rod Laver Ken Rosewall        | 6                | 4                |  |  |                              |                              |                      |                      |                      |   |   | Wojciech Fibak Tom Okker | Wojciech Fibak Tom Okker | Wojciech Fibak Tom Okker | 6      | 6      |  |
|  | Mark Cox Eddie Dibbs         | Mark Cox Eddie Dibbs          | 6                             | 3                | 6                |  |  |                              |                              | Ross Case Tony Roche | Ross Case Tony Roche | Ross Case Tony Roche | 4 | 1 |                          |                          |                          |        |        |  |
|  | Onny Parun Harold Solomon    | Onny Parun Harold Solomon     | 3                             | 6                | 1                |  |  | Mark Cox Eddie Dibbs         | Mark Cox Eddie Dibbs         | 7                    | 3                    | 3                    |   |   |                          |                          |                          |        |        |  |
|  | 2                            | Ross Case Tony Roche          | Ross Case Tony Roche          | 6                | 6                |  |  | Ross Case Tony Roche         | Ross Case Tony Roche         | 6                    | 6                    | 6                    |   |   |                          |                          |                          |        |        |  |
|  |                              | John Alexander Cliff Drysdale | John Alexander Cliff Drysdale | 4                | 3                |  |  |                              |                              |                      |                      |                      |   |   |                          |                          |                          |        |        |  |